# Classe Charles Martel
La classe Charles Martel  est une classe de deux cuirassés à tourelle et barbette de la marine française  prévue en construction en 1881-85, mais suspendue en 1886 au stade précoce de leur réalisation.

Le Charles Martel et le Brennus seront remis en chantier ultérieurement avec des modifications qui feront de chaque cuirassé un modèle unique.

## Conception
C'est un modèle élargi de la classe Marceau mais avec un blindage partiel de la ceinture, au niveau de la flottaison.

À la suite d'un changement de politique navale, l'amiral Hyacinthe Laurent Théophile Aube (1826-1890), membre de la Jeune École, devenu ministre de la marine, en suspend les travaux. La nouvelle politique navale devra porter l'effort  sur la destruction des flottes de commerce de l'ennemi plutôt que sur le combat naval proprement dit.

Les deux unités verront la reprise de leur construction sur de nouveaux plans.

## Les unités de la classe
| Nom du navire  | Chantier           | Quille          | Lancement       | Mis en service  | Sort            |
| -------------- | ------------------ | --------------- | --------------- | --------------- | --------------- |
| Charles Martel | Arsenal de Brest   | 1 août 1891     | 29 août 1893    | 20 février 1897 | Détruit en 1922 |
| Brennus        | Arsenal de Lorient | 7 décembre 1882 | 17 octobre 1891 | 11 janvier 1896 | Détruit en 1922 |